# Alan Ansen
Alan Ansen (23. ledna 1922 – 12. listopadu 2006) byl americký básník. Vyrůstal na Long Island a studoval na Harvardově univerzitě. Koncem čtyřicátých let byl asistentem W. H. Audena, podílel se mj. na jeho knihách The Portable Greek Reader a Poets of the English Language. Přátelil se s několika spisovateli z hnutí Beat generation, pod jménem Rollo Greb vystupuje v Kerouacově knize Na cestě. Svou první sbírku básní vydal v roce 1959 pod názvem The Old Religion. Následovaly knihy Disorderly Houses (básně, 1961), William Burroughs: An Essay (eseje, 1986), The Vigilantes: A Fragment (úryvek z nedokončeného románu, 1987) a Contact Highs: Selected Poems, 1957–1987 (básně, 1989). Od šedesátých let žil v Řecku.